# Russy (Calvados)
Russy é uma ex-comuna francesa na região administrativa da Normandia, no departamento de Calvados. Estendeu-se por uma área de 4,9 km². Em 2010 a comuna tinha 178 habitantes (densidade: 36,3 hab./km²).
Em 1 de janeiro de 2017 foi fundida com a comuna de Sainte-Honorine-des-Pertes para a criação da nova comuna de Aure sur Mer.